# László Sólyom

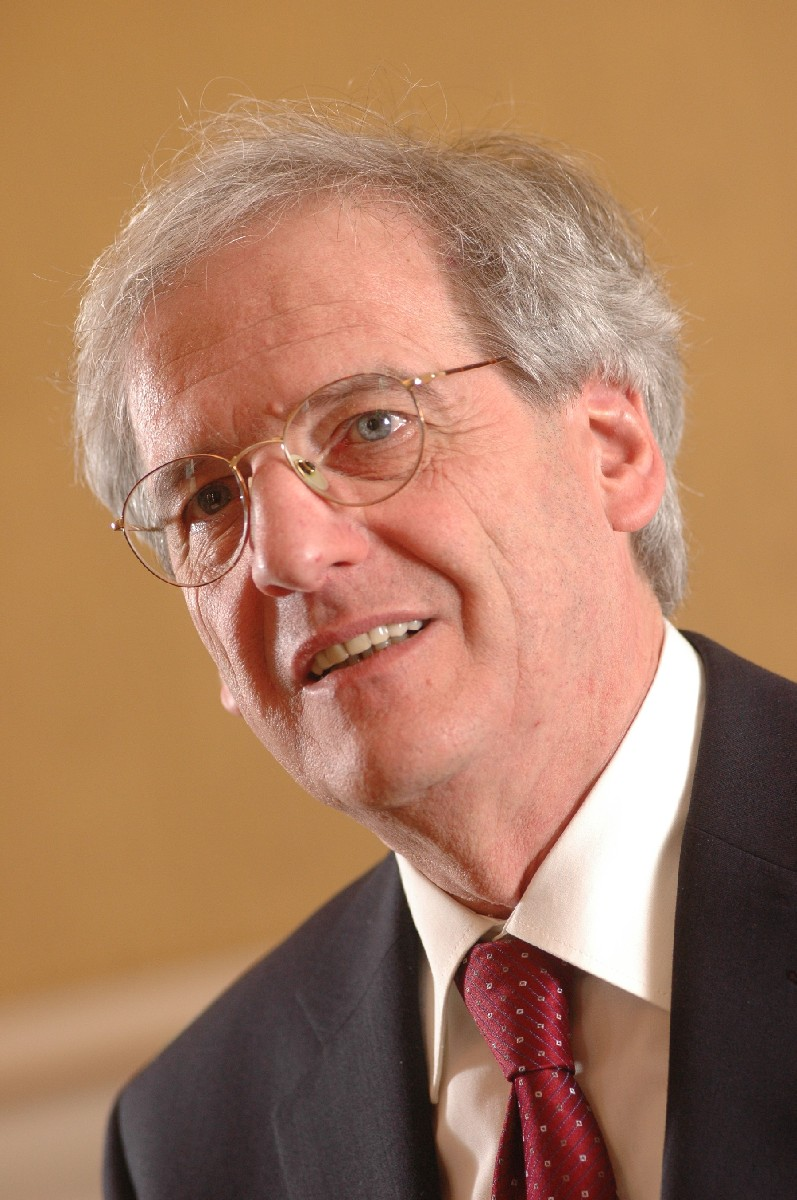
László Sólyom (November 2009)

László Sólyom [ˈlaːsloː ˈʃoːjom] (* 3. Januar 1942 in Pécs; † 8. Oktober 2023 in Budapest) war ein ungarischer Jurist und Politiker. Er war von 1990 bis 1998 Präsident des Verfassungsgerichts von Ungarn und von 2005 bis 2010 Staatspräsident des Landes.

## Ausbildung und Universitätslaufbahn
Sólyom erwarb in Pécs die allgemeine Hochschulreife und studierte Rechtswissenschaften an der Universität Pécs. 1964 erwarb er einen Doktortitel. Ein Jahr später absolvierte er eine Ausbildung als Bibliothekar an der Széchényi-Nationalbibliothek. Mit diversen Stipendien setzte er seine Studien an verschiedenen Universitäten (Hamburg, Köln und Berkeley) fort.
Er arbeitete im Gericht von Kispest als Referendar, von 1966 bis 1969 lehrte er an der Friedrich-Schiller-Universität Jena. Danach war er bei der Ungarischen Akademie der Wissenschaften und in der Bibliothek des Parlaments tätig. Sólyom lehrte von 1983 bis 1996 an der Loránd-Eötvös-Universität, danach wurde er Professor an der Katholischen Péter-Pázmány-Universität in Budapest.
Er arbeitete mit dem deutsch-ungarischen Verfassungsrechtler Georg Brunner zusammen, mit dem er mehrere Fachbücher über das ungarische Verfassungsrecht verfasste. Zwischen 1999 und 2000 war er Gastprofessor an der Universität zu Köln. Seine Forschungsgebiete sind Verfassungsrecht und Bürgerliches Recht.

## Karriere im öffentlichen Leben
Politisch wurde Sólyom erst Ende der 1980er-Jahre als Ratgeber inoffizieller Umweltbewegungen aktiv. Er war im September 1987 Teilnehmer des Forums in Lakitelek, aus dem die christlich-konservative Partei Magyar Demokrata Fórum (MDF; Ungarisches Demokratisches Forum) hervorging. 1989 war er für kurze Zeit Mitglied des Parteipräsidiums. Sólyom nahm als Vertreter des MDF an den „nationalen Verhandlungen am Runden Tisch“ (Nemzeti Kerekasztal-tárgyalások) teil und war an der Ausarbeitung der im Oktober 1989 in Kraft getretenen, umfassend geänderten Verfassung Ungarns beteiligt.
Im Oktober 1989 wurde Sólyom Richter des neugegründeten ungarischen Verfassungsgerichts. Deshalb trat er aus dem MDF aus und war seither parteilos. Von 1990 bis 1998 war er erster Präsident des Verfassungsgerichts. Während seiner Amtszeit wurde die Todesstrafe für verfassungswidrig erklärt, das Entschädigungsprinzip als vorrangig erklärt und die Meinungsfreiheit gestärkt.

Sólyom führte eine aktivistische Linie, die er in seiner Sondermeinung zum Urteil über die Verfassungswidrigkeit der Todesstrafe im Oktober 1990 folgendermaßen konzipierte: 

„In dieser Auslegung ist die Gesamtheit der Verfassung der Ausgangspunkt. Das Verfassungsgericht hat seine bisherige Arbeit fortzuführen und in seiner Auslegung die prinzipiellen Grundlagen der Verfassung und der in ihr enthaltenen Rechte zu konzipieren. Es hat durch seine Urteile ein kohärentes System zu bilden, das als eine ‚unsichtbare Verfassung‘ über den Verfassungstext steht, der zurzeit aus tagespolitischen Gründen noch häufig geändert wird. Dieses System dient als sicherer Maßstab der Verfassungsmäßigkeit.“

Sólyom war 2000 Mitbegründer und Präsidiumsmitglied der Umwelt- und Bürgerrechtsorganisation Védegylet, die sich stark für seine Präsidentschaftskandidatur einsetzte. Nach seiner Wahl gab er sein Präsidiumsamt auf.

## Staatspräsident
2005 schlug zuerst die Organisation Védegylet Sólyom als Kandidaten für das Präsidentenamt vor, später schlossen sich 110 Intellektuelle unterschiedlicher Weltanschauungen dem Aufruf zu seiner Wahl an. Sólyoms frühere Partei MDF, die seit den 1990er-Jahren stark an Bedeutung verloren hatte, unterstützte seine Kandidatur, später sprach sich auch die Hauptoppositionspartei, der konservative Fidesz, für ihn aus. Sólyom galt als liberal-konservativ und sah sich selbst als Kandidat der zivilen Sphäre. Die Wahl fand am 6. und 7. Juni 2005 statt. Seine Gegenkandidatin war die Parlamentspräsidentin Katalin Szili von der regierenden sozialdemokratischen MSZP. Deren kleinerer Koalitionspartner, der liberale SZDSZ, beteiligte sich nicht an der Wahl, seine Abgeordneten gaben ihre Stimmzettel sofort nach Erhalt zurück.
Das ungarische Parlament hatte damals 386 Abgeordnete, davon hatten die Regierungsparteien 198 (MSZP 178, SZDSZ 20), die Opposition 177 (Fidesz 169, MDF 8), die unabhängigen 11 Abgeordnete (9 aus dem MDF, 2 aus der Fidesz-Fraktion ausgetreten). In den ersten zwei Wahlgängen war eine Zwei-Drittel-Mehrheit (257 Stimmen) erforderlich. Im ersten Wahlgang am 6. Juni die Fidesz-Fraktion nicht teil, um herauszufinden, wie groß die Unterstützung für Szili war. Für Szili stimmten 183 Abgeordnete, für Sólyom 13 – 186 Abgeordnete gaben keine Stimme ab. Im zweiten Wahlgang am 7. Juni nahm Fidesz wieder teil: Auf Szili entfielen nun 178, auf Sólyom 185 Stimmen. Sólyom wurde im dritten Wahlgang, ebenfalls am 7. Juni, mit einfacher Mehrheit zum Präsidenten Ungarns gewählt (für ihn stimmten 185, für Szili 182 Abgeordnete). Zwischen und nach den Wahlgängen gab es für eine Präsidentenwahl ungewöhnlich harte und scharfe politische Anschuldigungen (Stimmabgabe für den anderen Kandidaten, Verstoß gegen den Grundsatz der geheimen Wahl usw.). Dennoch galt Sólyoms Wahl als Oppositionskandidat als historisch. Er trat am 5. August 2005 die Nachfolge von Ferenc Mádl an.
Seine Präsidentschaft hatte drei Grundpfeiler: Stärkung der Rechtsstaatlichkeit (er erhob sehr viele verfassungs- und politische Vetos gegen Parlamentsgesetze), Verantwortlichkeit für die magyarischen Minderheiten in den benachbarten Staaten (die er häufig als Präsident Ungarns besuchte; er vertrat die Konzeption der „kulturellen Nation“) sowie Umweltschutz.
Nachdem Fidesz bei den Parlamentswahlen im April 2010 eine Zweidrittelmehrheit erreicht hatte, wandte sich die neue Regierung von dem unbequemen Sólyom ab. Sie nominierte stattdessen den Parlamentspräsidenten Pál Schmitt für die Wahl am 29. Juni 2010. Sólyoms Amtszeit endete am 5. August 2010.
Neben Ungarisch sprach Sólyom auch Deutsch, Englisch und Italienisch.

## Privates
Sólyom war mit der Lehrerin Erzsébet Nagy verheiratet, das Paar hatte zwei Kinder.
Er starb am 8. Oktober 2023 im Alter von 81 Jahren.

## Ehrungen
1998 wurde er mit dem Humboldt-Preis geehrt. Im selben Jahr bekam er in Deutschland das Große Verdienstkreuz mit Stern und Schulterband. 1999 wurde ihm die Ehrendoktorwürde (Dr. h. c.) der Universität Köln verliehen. Er ist seit 2001 korrespondierendes Mitglied, seit 2013 ordentliches Mitglied der Ungarischen Akademie der Wissenschaften (Magyar Tudományos Akadémia, MTA). Er hat mehrere staatliche Ehrungen erhalten. Oktober 2006 erhielt er den Ehrendoktortitel der J. W. Goethe-Universität Frankfurt a. M.

## Schriften (Auswahl)
- Documenta. HVG–ORAC, Budapest, 2019. [Ausgewählte Schriften 1972-2019 in Ungarisch, Deutsch und Englisch.]
- Constitutional Judiciary in a New Democracy: the Hungarian Constitutional Court. The University of Michigan Press, Ann Arbor, 2000. (mit Georg Brunner)
- Verfassungsgerichtsbarkeit in Ungarn. Analysen und Entscheidungssammlung 1990–1993. Nomos, Baden-Baden, 1995. (mit Georg Brunner)
- Die Persönlichkeitsrechte. Eine vergleichend-historische Studie über ihre Grundlagen. Carl Heymanns Verlag, Köln, 1984.
- The Decline of Civil Law Liability. Akadémiai Kiadó – Sijthoff and Noordhoff, Budapest–Alphen aan den Rijn, 1980.
- Das Gewand des Grundgesetzes. Zwei Verfassungsikonen – Ungarn und Deutschland. Berliner Wissenschafts-Verlag, Berlin, 2017.
- The Constitutional Court of Hungary In: Max Planck Handbook of Public Law in Europe. Vol. III. Constitutional Judicial Review, ed. by Armin von Bogdandy, Peter Huber, Christoph Grabenwarter and Theodor Shulman. Oxford University Press, Oxford, 357–446.
- The Rise and Decline of Constitutional Culture in Hungary In: Armin von Bogdandy and Pál Sonnevend (eds.): Constitutional Crisis in the European Constitutional Area. Theory, Law and Politics in Hungary and Romania. Hart Publishing, Oxford and Portland, Oregon 2015, 5–31.
- Normenhierarchie in der Verfassung und verfassungswidrige Verfassungsänderungen In: Jahrbuch für Ostrecht, 2014/1, 11–24.
- The Role of Constitutional Courts in the Transition to Democracy, with special reference to Hungary In: International Sociology, March 2003, Vol. 18. No. 1, 137–165.
- The Rights of Future generations, and Representing them in the Present. Acta Juridica Hungarica, 43, No. 1–2 (2002) 135–143. o.
- Data Protection and Freedom of Information in Hungary. A New Human Right in a Socialist State in Transition. In: I diritti dell’uomo nell’est e nell’ovest. Messina 1990, 281–290.
- Hungary: Citizen’s participation in the environmental movement. ifda dossier 64, (march/april 1988). 23–34.
- Der zivilrechtliche Umweltschutz und die Möglichkeit einer Bürgerklage im ungarischen Recht. Acta Juridica, Tom. 22, 1980/1-2. 19–55.